# آنا شارانوفيتش
آنا شارانوفيتش (بالصربية: Anja Šaranović)‏ (الصربية: Aња Шарановић ، من مواليد 12 سبتمبر 1989 في كرالييفو، يوغوسلافيا) حاملة لقب ملكة جمال صربية مثلت بلدها صربيا في مسابقة ملكة جمال الدولية 2010 وكانت ممثلة في مسابقة ملكة جمال الكون 2011. التي عقدت في قاعة Credicard في ساو باولو، البرازيل في 12 سبتمبر 2011 ، لكنها لم تصنّف في المرتبة 15 الأولى.

## نشأتها
درست شارانوفيتش الموارد البشرية في كلية الدراسات الأمنية بجامعة بلغراد. تتحدث الإنجليزية والروسية والإيطالية بالإضافة إلى لغتها الصربية الأم، وتشارك بنشاط في ألعاب القوى والسباحة. لمدة سبع سنوات التحقت بمدرسة التمثيل في بلغراد وبدأت حياتها المهنية في عرض الأزياء في سن السابعة عشرة، وشاركت في أسبوع الموضة في بلغراد. في يونيو 2017، كانت أنيا واحدة من أربعة عشر متأهلاً للنهائيات في مسابقة الخطابة التي أقيمت في 27 يناير 2011 في كلية الحقوق في بلغراد.

## الحياة الشخصية
تزوجت شارانوفيتش من لاعب كرة السلة المحترف دراجان زيكوفيتش.

## روابط خارجية
- Anja Saranovic[وصلة مكسورة]
- Interview with Anja in Spanish and English[وصلة مكسورة]

| الجوائز و الإنجازات | الجوائز و الإنجازات  | الجوائز و الإنجازات   |
| ------------------- | -------------------- | --------------------- |
| سبقه ليديا كوزي     | ملكة جمال صربيا 2011 | تبعه برنسلافا مانديتش |